# Proto-punk
Proto-punk è un insieme eterogeneo di gruppi musicali, attivi tra la metà degli anni sessanta e la metà del decennio successivo che vengono ritenuti precursori del punk rock o comunque influenti per la sua nascita e sviluppo. Questi artisti non erano accomunati da un vero e proprio genere musicale ma erano contraddistinti da una certa eterogeneità di stili musicali tipici di quel tempo come il glam, il surf, il garage, l'hard rock o il pub rock.
Diversi gruppi proto-punk ispirarono successivamente anche altre generi musicali successivi come la new wave, il post-punk ed il garage punk.

## Storia
Durante l'epoca delle British invasion, verso la metà degli anni sessanta, band come Small Faces, Kinks (i cui singoli You Really Got Me e All Day and All of the Night, vennero descritti come "predecessori del genere tre accordi alla Ramones") e gli Who (con brani come I Can't Explain o My Generation) sono ritenuti i primi gruppi con elementi che poi caratterizzeranno il genere punk alla fine degli anni settanta. Nel 1966, negli Stati Uniti, nascono e si sviluppano band come Love e The Seeds e, nel 1969, vengono pubblicati due album di debutto di due gruppi originari del Michigan, considerati allo stesso modo tra gli archetipi dei dischi proto-punk: Kick Out the Jams degli MC5 e album omonimo degli Stooges. Gli MC5, vengono descritti dal critico del Rolling Stone, Lester Bangs:
(Lester Bangs, Rolling Stone)

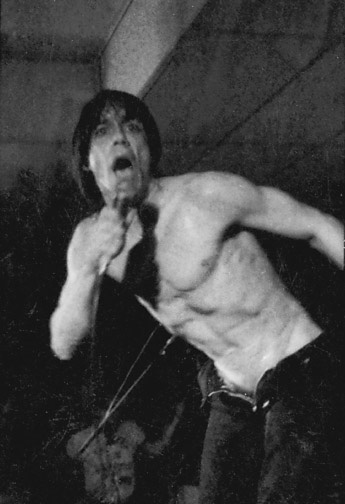
Iggy Pop, il padrino del punk.

L'album degli Stooges, prodotto da John Cale, combina invece la brillantezza rock and roll di Chuck Berry con la psichedelia dei The Doors e di Jimi Hendrix e con le oscure sonorità dei Velvet Underground. Le chitarre distorte di Ron Asheton formano un vero e proprio muro del suono contro cui vanno a scontrarsi gli assoli e i riff di chitarra e il canto di Iggy Pop. Pur essendo diventato negli anni un album di culto per aver preceduto e quasi originato il fenomeno punk, all'epoca il disco vendette poco, facendo solo una fugace apparizione alla posizione 106 nella Billboard 200.
I Velvet Underground sono ritenuti precursori di diversi generi rock che avrebbero preso piede nei decenni successivi (new wave, noise, post-rock), con il loro uso del feedback, della distorsione e del rumore bianco, con il loro imprevedibile sperimentalismo, la loro tecnica dilettantesca ed il contenuto esplicito e provocatorio delle loro liriche, guadagnarono una "reputazione come primo gruppo underground rock", ispirando molte delle successive band punk. Il loro disco d'esordio, The Velvet Underground & Nico, pubblicato nel 1967, divenne poi uno dei più importanti dischi rock di sempre, ma è soprattutto con il successivo White Light/White Heat, uscito nel 1968, che il gruppo mostra il suo lato più sperimentale e rumoroso.
La prima metà del decennio successivo vide la nascita di diverse band americane il cui stile portava in grembo i germogli del successivo movimento punk: band come i New York Dolls, ad esempio, che prendendo spunto dall'originale impeto del rock and roll degli anni cinquanta svilupparono un personale impianto stilistico che, da lì a poco, sarebbe divenuto celebre come glam rock. Altri influenti gruppi e artisti della scena rock underground di quel periodo furono i Devo, gli The Electric Eels, i Suicide, Patti Smith, Richard Hell, i Television, i Rocket from the Tombs, i Pere Ubu e i Dead Boys.
Anche in Europa, negli anni settanta, ci furono diverse scene musicali che forniranno uno spunto per molti dei successivi musicisti chiave del movimento punk. In Inghilterra, la scena pub rock, ad esempio, vede la nascita di diverse band proto-punk: Dr. Feelgood, Cock Sparrer e i The 101'ers di Joe Strummer che sarebbe poi stato uno dei fondatori dei The Clash. Gruppi con una sensibilità simile provengono da Düsseldorf, nell'allora Germania Ovest, dove il gruppo "punk prima del punk" Neu! si forma nel 1971, costruendo la tradizione Krautrock di gruppi come i Can. Una nuova generazione di gruppi garage rock australiana, ispirata soprattutto dai the Stooges e dagli Mc5, si avvicina sempre maggiormente a quello che sarebbe stato chiamato "punk": a Brisbane, i The Saints richiamano al suono grezzo dei britannici Pretty Things, usciti da un tour di successo in Australia e Nuova Zelanda nel 1965. I Radio Birdman, fondati nel 1974 da Deniz Tek, emigrato da Detroit, suonano delle improvvisazioni ad un pubblico piccolo ma fanatico a Sydney.

## Alcuni artisti e gruppi proto-punk[8]
- The Trashmen
- The Sonics
- Captain Beefheart
- Big Star
- David Bowie
- John Cale
- Alice Cooper
- Syd Barrett
- The Deviants
- The Dictators
- The Doors
- Electric Eels
- Faces
- Flamin' Groovies
- Frank Zappa
- The Fugs
- The Godz
- Heartbreakers
- Hawkwind
- Richard Hell
- MC5
- The Modern Lovers
- Mott the Hoople
- Neu!
- New York Dolls
- Nico
- Hollywood Brats
- Iggy Pop
- Lou Reed
- Jonathan Richman
- Todd Rundgren
- Patti Smith
- Peter Hammill
- Rocket from the Tombs
- Roxy Music
- Silver Apples
- Simply Saucer
- The Stooges
- Styrenes
- T-Rex
- Van Der Graaf Generator
- The Velvet Underground

### Generi
- Post-punk
- New wave (musica)
- Garage rock
- Hard rock
- Punk rock
- American punk
- Glam rock

### Artisti e gruppi musicali
- The Troggs
- The Who
- The Stooges
- The Seeds
- Alice Cooper
- The Dictators
- MC5
- The Monks
- Syd Barrett
- David Bowie
- The Velvet Underground
- The Modern Lovers
- Los Saicos
- The Sonics
- T. Rex
- New York Dolls